# Saint-Hilaire-de-Voust
Saint-Hilaire-de-Voust – miejscowość i gmina we Francji, w regionie Kraj Loary, w departamencie Wandea.
Według danych na rok 1990 gminę zamieszkiwało 666 osób, a gęstość zaludnienia wynosiła 35 osób/km² (wśród 1504 gmin Kraju Loary Saint-Hilaire-de-Voust plasuje się na 744. miejscu pod względem liczby ludności, natomiast pod względem powierzchni na miejscu 589.).